# Gallo di Aosta
San Gallo di Aosta (... – Aosta, 5 ottobre 546) fu vescovo di Aosta dal 15 ottobre 528 fino alla sua morte.
È venerato come santo dalla Chiesa cattolica.